# شرکت هواپیمایی ملی کویت

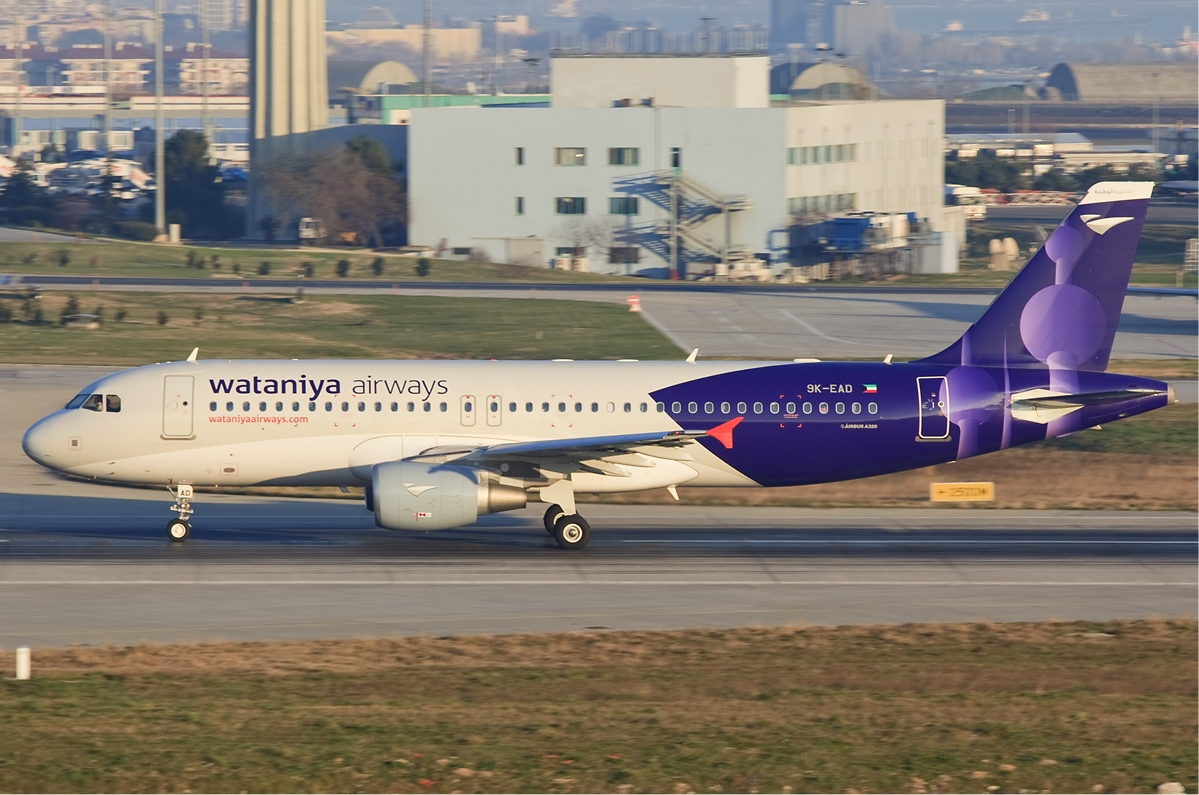

شرکت هواپیمایی ملی کویت (K.S.C.) یک شرکت هواپیمایی خصوصی کویتی است که دفتر مرکزی این شرکت در پایتخت کویت واقع شده‌است. پروازهای این شرکت به‌طور رسمی در ژانویه ۲۰۰۹ با پرواز با یک ایرباس A320 آغاز شد. شرکت هواپیمایی ملی کویت پروازهای لوکس را به کشورهای عربی خلیج فارس و خاورمیانه ارائه می‌کند.
این شرکت هواپیمایی در ژانویه ۲۰۰۹ فعالیت خود را آغاز کرد، ولی فعالیت آن در سال ۲۰۱۱ به دلیل مشکلات مالی به حالت تعلیق درآمد. اما در ژوئیه ۲۰۱۷ فعالیت این شرکت مجدداً شروع شد. این ایرلاین در سال ۲۰۱۰ از نظرسنجی سالانه Skytrax رتبه دوم را در میان شرکت‌های حمل‌ونقل در خاورمیانه به دلیل خدمات برجسته به کارکنان کسب کرد.